# Tylophora filiformis
Tylophora filiformis är en oleanderväxtart som beskrevs av Bénédict Pierre Georges Hochreutiner. Tylophora filiformis ingår i släktet Tylophora och familjen oleanderväxter. Inga underarter finns listade i Catalogue of Life.